# Авджи, Абдуллах
Абдуллах Муджип Авджи (тур. Abdullah Mucip Avcı; род. 31 июля 1963, Стамбул) — турецкий футболист и футбольный тренер.

## Карьера игрока
Воспитанник стамбульского клуба «Вефа». В 1984—1986 годах выступал за команду турецкой второй лиги «Фатих Карагюмрюк». В 1986 году перешёл в «Ризеспор». 31 августа того же года дебютировал в первой лиге, выйдя в основном составе в домашнем поединке против «Бурсаспора». Спустя две недели забил свой первый гол на высшем уровне, сравняв счёт в домашнем матче с «Болуспором». Спустя 14 минут после этого оформил дубль. В 1988—1990 годах нападающий представлял команды «Кахраманмарашспор», «Бакыркёйспор» и вновь «Ризеспор». В сезоне 1990/91 играл за «Касымпашу» во второй лиге. Затем он представлял клубы второй и третьей лиг: «Истанбулспор», «Кючюкчекмеджеспор» и «Нишанташиспор». Карьеру игрока закончил в команде третьей лиги «Вефа» в 1999 году.

## Тренерская карьера
Свою тренерскую карьеру начинал в клубе «Истанбулспор». В конце сезона 1999/00 возглавил главную команду, которая одержала победу в первом матче под его руководством, одолев дома в рамках Суперлиги измирский «Алтай» с минимальным счётом. Затем работал со вторыми командами «Истанбулспора» и «Галатасарая», а также с сборной Турции до 17 лет, которая под его началом стала чемпионом Европы в 2005 году и четвёртой на чемпионате мира в Перу.
В августе 2006 года был назначен на пост главного тренера клуба «Истанбул Башакшехир». По итогам первого же сезона под его руководством стамбульцы завоевали путёвку в Суперлигу. В чемпионате 2009/10 «Истанбул Башакшехир» занял рекордное для себя шестое место в лиге. В 2011 году команда впервые вышла в финал кубка Турции, где лишь в серии пенальти уступила «Бешикташу».
17 ноября 2011 года, спустя всего день после отставки Гуса Хиддинка, Абдуллах Авджи был представлен новым главным тренером сборной Турции. 20 августа 2013 года из-за неудачных результатов турок был уволен. 5 июня 2014 года вернулся в «Истанбул Башакшехир», подписав пятилетний контракт. В сезоне 2016/17 команда под его началом стала второй в чемпионате и достигла финала кубка Турции.
1 июня 2019 года назначен главным тренером «Бешикташа». Контракт подписан на 3 года. 24 января 2020 года отправлен в отставку через два дня после ответного матча 1/8 финала кубка Турции 2019/20 «Бешикташ» — «ББ Эрзурумспор» (2:3).